# Comitè de Salvació Pública

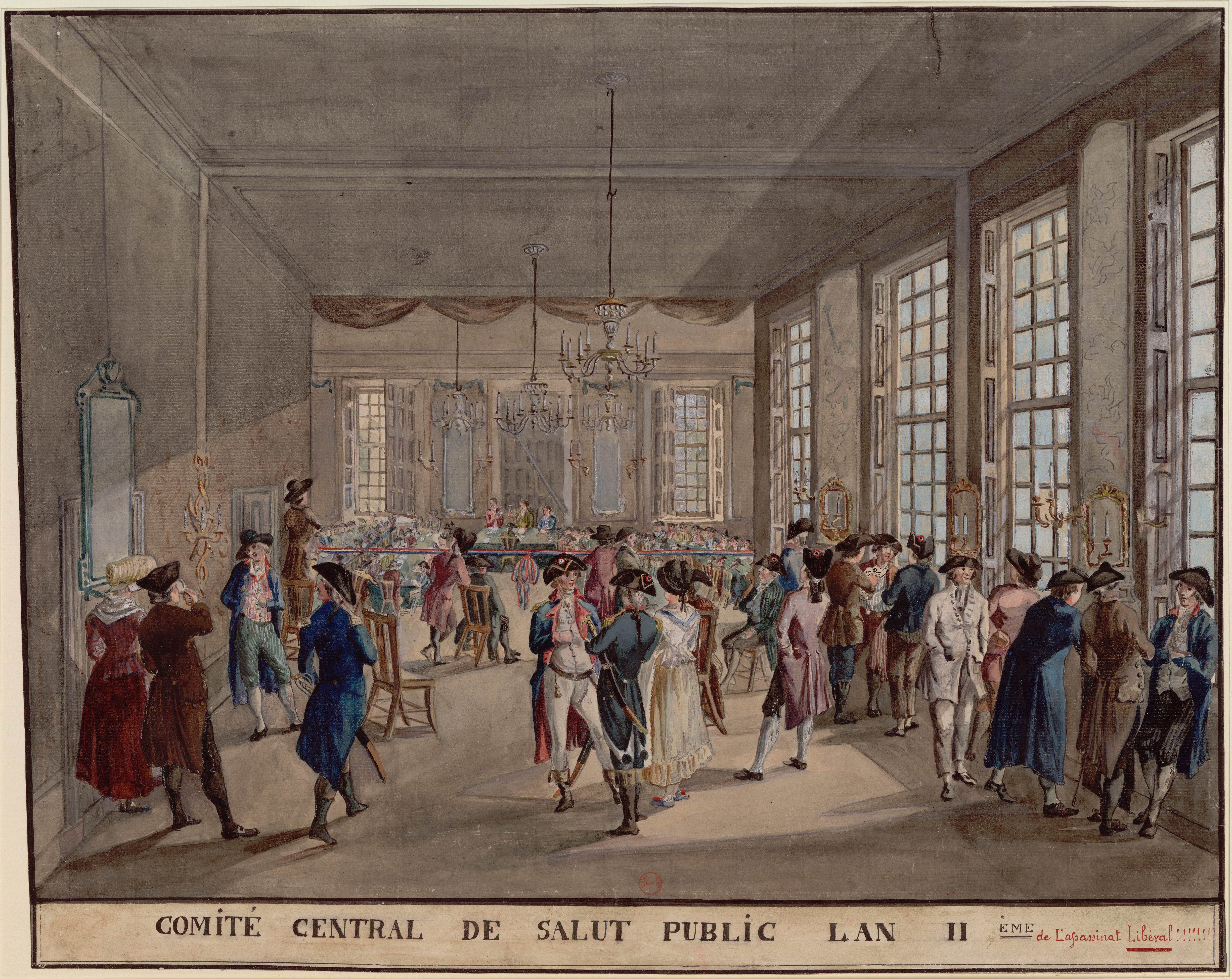

L'expressió comitè de salvació pública fa referència a un grup de persones que actuen en temps de greu crisi per obligar el govern a adoptar les disposicions legals necessàries per restablir la situació. En molts casos, en primer lloc a la Revolució Francesa, quan era un òrgan de govern. El significat d'aquesta expressió pot fer referència, doncs, al següents termes:
- Comitè de salvació pública, en francès:Comité de salut public, un dels principals òrgans del govern revolucionari establert per la Convenció Nacional el 6 d'abril de 1793, en substitució d'una "comissió de salvació pública" que es va formar, ella mateixa el 25 de març de 1793 per tenir èxit el Comitè de Defensa general (creat el primer de gener de 1793). Renovada periòdicament, va sobreviure fins a la creació del Directori l'octubre de 1795. Vegeu a sota.

- Hi havia també durant la Revolució Francesa "comitès de salvació pública dels departaments" constituïts a una trentena de departaments pels jacobins locals o representants en missió. Organismes encarregats, originalment, de recopilar informació sobre el departament i desenvolupar el civisme, veuen les seves competències ampliades en matèria de vigilància i requisició.[1]

- Comitè de Salvació Pública (1871), òrgan de govern creat en el si del Consell de la Comuna el 28 d'abril de 1871, a la Comuna de París.

- Comitè de Salvació pública (1958), nom donat als comitès insurreccionals formats a Alger, i a continuació, a les principals ciutats d'Algèria a partir del 13 de maig de 1958, i a Còrsega el 24 de maig.

- El "Comitè de Salvació Pública" (en neerlandès: Comité voor Openbare Veiligheid ') és un organisme creat el 9 de gener de 1919 pels republicans a Luxemburg per formar un govern provisional.

- El "Comitè de Salvació Pública i Acció Cívica del Gabon" és un moviment d'oposició que es va formar durant el moviment per la independència del Gabon presidit pel Príncep Louis Berre, líder mpongwe, contra el govern de Léon Mba.[2]

- El "Comitè de Salvació Pública", és un òrgan de govern que consta de 120 membres constituït a Burkina Faso el 1982 després de l'enderrocament del Cap d'Estat, el coronel Saye Zerbo, i dirigit pel capità Thomas Sankara.[3]

## Revolució francesa
El  Comitè de Salvació Pública  va ser un organisme francès creat amb caràcter extraordinari per la Convenció Nacional el 6 d'abril de 1793, durant la Revolució Francesa. Estava compost inicialment per nou membres de la Convenció (dotze posteriorment) i es va concebre com una institució administrativa destinada a supervisar i agilitzar la tasca dels òrgans executius de la Convenció i dels ministres nomenats per aquesta.
El moviment revolucionari estava amenaçat per una coalició de nacions europees i per forces contrarevolucionàries dins la mateixa França. Mentre el Comitè lluitava per salvar aquests perills, el seu poder anava en augment. El juliol del 1793, després de la derrota soferta pels republicans moderats (girondins) a la Convenció, destacats líders dels jacobins radicals es van unir al Comitè, entre ells destacaven Maximilien Robespierre, Louis de Saint-Just i Georges-Jacques Danton,. En conseqüència, aquest va passar a ser el principal òrgan de govern del país. La Convenció va conferir oficialment el poder executiu al Comitè el desembre de 1793. Robespierre va eliminar els seus rivals i va implantar un règim dictatorial. Entre les accions que ell i el Comitè van emprendre podem destacar les següents: reclutament de catorze exèrcits per defensar el país i reprimir els aixecaments interns; establiment d'un sistema parcial de preus màxims i salaris fixos per assegurar l'existència de provisions; institució del Regnat del terror per aplacar l'oposició interna.

## Llista de tots els membres del Comitè durant la seva existència
- 7 d'abril de 1793 - 1 de setembre de 1794 Bertrand Barère de Vieuzac
- 7 d'abril de 1793 - 10 de juliol de 1793 Jean-François-Bertrand Delmas
- 7 d'abril de 1793 - 5 de juny de 1793 Jean-Jacques Bréard, dit Bréard-Duplessis
- 7 d'abril de 1793 - 10 de juliol de 1793 Joseph Cambon
- 7 d'abril de 1793 - 10 de juliol de 1793 Georges-Jacques Danton
- 7 d'abril de 1793 - 10 de juliol de 1793 Louis-Bernard Guyton de Morveau, anomenat  Guyton-Morveau .
- 7 d'abril de 1793 - 12 de juny de 1793 Jean-Baptiste Treilhard
- 7 d'abril de 1793 - 10 de juliol de 1793 Jean-François Delacroix, dit Lacroix [1]
- 7 d'abril de 1793 - 12 de juny de 1793 Jean-Baptiste-Robert Lindet
- 30 de maig de 1793 - 29 de desembre de 1793 Marie-Jean Erau de Séchelles
- 30 de maig de 1793 - 10 de juliol de 1793 Dominique-Vincent Ramel de Nogaret, dit Ramel-Nogaret
- 30 de maig de 1793 - 27 de juliol de 1794 Georges Couthon
- 30 de maig de 1793 - 27 de juliol de 1794 Louis Saint-Just
- 30 de maig de 1793 - 22 de juny de 1793 Jean-Baptiste-Charles Mathieu, dit Mathieu-Mirampal
- 5 de juny de 1793 - 10 de juliol de 1793 Théophile BerliOS
- 12 de juny de 1793 - 27 de juliol de 1793 Thomas-Augustin (de) Gasparín
- 12 de juny de 1793 - 31 de juliol de 1794 André Jeanbon, dit Jeanbon Saint-André
- 22 de juny de 1793 - 6 d'octubre de 1794 Jean-Baptiste-Robert Lindet
- 27 de juny de 1793 - 10 de juliol de 1793 François-René-Auguste Mallarmé
- 4 de juliol de 1793 - 10 de juliol de 1793 Robert-Thomas Lindet
- 4 de juliol de 1793 - 10 de juliol de 1793 Jean-Michel Du Roy, dit Duroy
- 4 de juliol de 1793 - 10 de juliol de 1793 Marie-Pierre-Adrien Francastel
- 10 de juliol de 1793 - 20 de setembre de 1793 Jacques-Alexis Thuriot de la Rosière
- 10 de juliol de 1793 - 31 de juliol de 1794 Pierre-Louis Prieur, dit Prieur de la Marne
- 27 de juliol de 1793 - 27 de juliol de 1794 Maximilien Robespierre
- 14 d'agost de 1793 - 6 d'octubre de 1794 Lazare Carnot
- 14 d'agost de 1793 - 6 d'octubre de 1794 Claude-Antoine Prieur-Duvernois, dit Prieur de la Côte-d'Or
- 6 de setembre de 1793 - 1 de setembre de 1794 Jacques-Nicolas Billaud, dit Billaud-Varenne [7]
- 6 de setembre de 1793 - 1 de setembre de 1794 Jean-Marie Collot, dit Collot d'Herbois
- 31 de juliol de 1794 - 5 de desembre de 1794 Jean-Jacques Bréard, dit Bréard-Duplessis
- 31 de juliol de 1794 - 5 de novembre de 1794 Joseph Eschassériaux
- 31 de juliol de 1794 - 5 de novembre de 1794 Pierre-Antoine Laloy
- 31 de juliol de 1794 - 1 de setembre de 1794 Jean-Lambert Tallien
- 31 de juliol de 1794 - 5 de desembre de 1794 Jacques-Alexis Thuriot de la Rosière
- 31 de juliol de 1794 - 5 de novembre de 1794 Jean-Baptiste Treilhard
- 1 de setembre de 1794 - 5 de desembre de 1794 Charles Cochon de l'Apparent
- 1 de setembre de 1794 - 4 de gener de 1795 Jean-François-Bertrand Delmas
- 1 de setembre de 1794 - 4 de gener de 1795 Antoine-François (de) Fourcroy
- 1 de setembre de 1794 - 4 de gener de 1795 Philippe-Antoine Merlin, dit Merlin de Douai
- 6 d'octubre de 1794 - 3 de febrer de 1795 Louis-Bernard Guyton de Morveau, dit Guyton-Morveau
- 6 d'octubre de 1794 - 3 de febrer de 1795 Pierre-Louis Prieur, dit Prieur de la Marne
- 6 d'octubre de 1794 - 3 de febrer de 1795 Joseph-Charles-Étienne Richard
- 5 de novembre de 1794 - 5 de març de 1795 Jean Jacques Régis de Cambacérès
- 5 de novembre de 1794 - 5 de març de 1795 Lazare Carnot
- 5 de novembre de 1794 - 5 de març de 1795 Jean pelet, dit pelet de la Losera
- 5 de desembre de 1794 - 4 d'abril de 1795 François-Antoine (de) Boissy d'Anglas
- 5 de desembre de 1794 - 4 d'abril de 1795 Edmond-Louis-Alexis Dubois de Cranc, dit Dubois-Cranc
- 5 de desembre de 1794 - 4 d'abril de 1795 André Dumont
- 4 de gener de 1795 - 4 de maig de 1795 Jean-Jacques Bréard, dit Bréard-Duplessis
- 4 de gener de 1795 - 4 de maig de 1795 Jean-Pierre Chazal
- 4 de gener de 1795 - 4 de maig de 1795 Pierre Marec
- 3 de febrer de 1795 - 3 de juny de 1795 Antoine-François (de) Fourcroy
- 3 de febrer de 1795 - 3 de juny de 1795 Pierre-Jean Lacombe (du Tarn), dit Lacombe-Saint-Michel
- 3 de febrer de 1795 - 3 de juny de 1795 Philippe-Antoine Merlin, dit Merlin de Douai
- 5 de març de 1795 - 3 de juny de 1795 Marie-François-Sébastien-Christophe Delaporte, dit Laporte
- 5 de març de 1795 - 3 de juliol de 1795 Jean-François Reubell
- 5 de març de 1795 - 3 de juliol de 1795 Emmanuel-Joseph Sieyès
- 4 d'abril de 1795 - 2 d'agost de 1795 François Aubry
- 4 d'abril de 1795 - 2 d'agost de 1795 Jean-Jacques Régis Cambacérès
- 4 d'abril de 1795 - 4 de maig de 1795 Jacques-Antoine Creuza de la Touche, dit Creuza-Latouche
- 4 d'abril de 1795 - 3 de juliol de 1795 Pierre-Mathurin (René-Mathurin) Gillet
- 4 d'abril de 1795 - 4 de maig de 1795 Bernard-Marie Lesage (d'Eure-et-Loir)
- 4 d'abril de 1795 - 3 de juliol de 1795 Louis-Félix Roux (de la Haute-Marne)
- 4 d'abril de 1795 - 2 d'agost de 1795 Jean-Lambert Tallien
- 4 de maig de 1795 - 1 de setembre de 1795 Joseph-Jacques Defermon, dit Defermon des Chapelières
- 4 de maig de 1795 - 1 de setembre de 1795 Louis-Gustave Le Doulcet de Pontécoulant
- 4 de maig de 1795 - 1 de setembre de 1795 Jacques-Antoine Rabaut, dit Rabaut-Pommier
- 4 de maig de 1795 - 2 d'agost de 1795 Jean-Baptiste Treilhard
- 4 de maig de 1795 - 1 de setembre de 1795 Théodore Vernier
- 3 de juny de 1795 - 7 d'octubre de 1795 Charles-Antoine-Augustin Blad
- 3 de juny de 1795 - 7 d'octubre de 1795 François-Joseph Gamon
- 3 de juny de 1795 - 7 d'octubre de 1795 Pierre-François-Joachim Henry-Larivière
- 3 de juny de 1795 - 7 d'octubre de 1795 Pierre Marec
- 3 de juliol de 1795 - 4 de novembre de 1795 François-Antoine (de) Boissy d'Anglas
- 3 de juliol de 1795 - 4 de novembre de 1795 Jean-Antoine-Joseph de Bry, dit Debry
- 3 de juliol de 1795 - 4 de novembre de 1795 Bernard-Marie Lesage (d'Eure-et-Loir)
- 3 de juliol de 1795 - 4 de novembre de 1795 Jean-Baptiste Louvet de Couvray (du Loiret)
- 2 d'agost de 1795 - 4 de novembre de 1795 Étienne-François Le Tourneur
- 2 d'agost de 1795 - 4 de novembre de 1795 Philippe-Antoine Merlin, dit Merlin de Douai
- 2 d'agost de 1795 - 4 de novembre de 1795 Jean-François Reubell
- 2 d'agost de 1795 - 4 de novembre de 1795 Emmanuel-Joseph Sieyès
- 1 de setembre de 1795 - 4 de novembre de 1795 Théophile BerliOS
- 1 de setembre de 1795 - 4 de novembre de 1795 Jean-Jacques Régis Cambacérès [9]
- 1 de setembre de 1795 - 4 de novembre de 1795 Pierre-Claude-François Daunou
- 1 de setembre de 1795 - 4 de novembre de 1795 Louis-Marie La Revellière, dit La Revellière-Lépeaux
- 7 d'octubre de 1795 - 4 de novembre de 1795 Marie-Joseph-Blaise (de) Chénier
- 7 d'octubre de 1795 - 4 de novembre de 1795 Joseph Eschassériaux
- 7 d'octubre de 1795 - 4 de novembre de 1795 Charles-Claude-Christophe gourdes
- 7 d'octubre de 1795 - 4 de novembre de 1795 Antoine-Clair Thibaudeau